# Abbaye de Clausonne
L'abbaye de Clausonne est une ancienne abbaye française située au Saix, actuel département des Hautes-Alpes.

## Historique

### Une abbaye de l'ordre de Chalais
L'ordre de Chalais, qui suivait la règle de Saint Benoit, est né à l'abbaye de Chalais près de Voreppe (Isère). 
Construite en 1185, l'abbaye de Clausonne est la fille de l'abbaye Notre-Dame de Lure, elle-même fille de l'abbaye de Boscodon. 
Un inventaire de 1566 montre que l'abbaye était devenue un domaine agricole mis en fermage ; le clocher existait encore et le bétail (bovins et ovins) était assez important. Plusieurs chambres sommairement meublées existaient. Le domaine comprenait également un moulin pouvant servir de scierie. 
En 1573, Montbrun, lieutenant de Lesdiguières, détruit partiellement l'abbaye. 
En 1692, les troupes du duc de Savoie incendient ce qu'il en reste et détruisent complètement les archives. 
En 1790, elle est mise en vente en tant que bien national. 
Les bâtiments existants sont transformés partiellement en ferme. L'extrémité est (chœur de l'abbatiale) devient la chapelle du village de Clausonne (la cloche de cette chapelle est en dépôt à l'église du Saix). Entre la ferme et la chapelle, une pièce est aménagée en école et sert également de mairie.
Les vestiges sont inscrits au titre des monuments historiques en 1995.

## Architecture
L'abbatiale respecte le plan des abbayes chalaisiennes, mais Clausonne a la particularité d'avoir un plan inversé : le cloître est situé au nord. 
Sur d'anciennes photographies (1974), on voit la naissance d'une voûte du transept nord qui montre le départ d'un arc brisé[réf. nécessaire].
De nombreux corbeaux de pieds de voûtes ont été trouvés sur le site. 
Sur la façade nord, donnant sur le cloître (révélé par sondage), on trouve la porte d'accès à la nef dite « porte des convers », ouverture en plein cintre ; à sa gauche, on trouve l'armarium (niche servant au rangement des livres), ouverture en arc brisé. 
Sur le mur ouest du transept nord, on voit les pieds-droits de la porte qui donnait dans le chœur, la « porte des Moines ».

## Territoire
La commune de Clausonne, rattachée en 1880 à la commune du Saix, recouvre l'ancien domaine de l'abbaye de Clausonne[réf. nécessaire].  
Ce territoire a été acheté par l'Office national des forêts en 1949 pour effectuer des plantations forestières. Les habitants ont alors quitté les lieux et les maisons ont été démolies. Le bâtiment qui était à l'origine l'abbatiale de l'abbaye, remanié à plusieurs reprises, a été le dernier à rester debout jusqu'à l'enlèvement de la toiture, entraînant la ruine de l'édifice.

## Aujourd'hui
En 1994, le général Mourrès (président de la Société d'études des Hautes-Alpes) demande au commandant du 4e régiment de Chasseurs de Gap, en manœuvres aux alentours de Clausonne, de dégager le « tas de pierres » qu'est devenu l'abbaye.

Au vu des découvertes et des réactions violentes de la Direction régionale des affaires culturelles (DRAC), l'Association des Amis de Clausonne est créée pour sauvegarder les vestiges de ce monument. Un levé du bâtiment est effectué par la DRAC. 

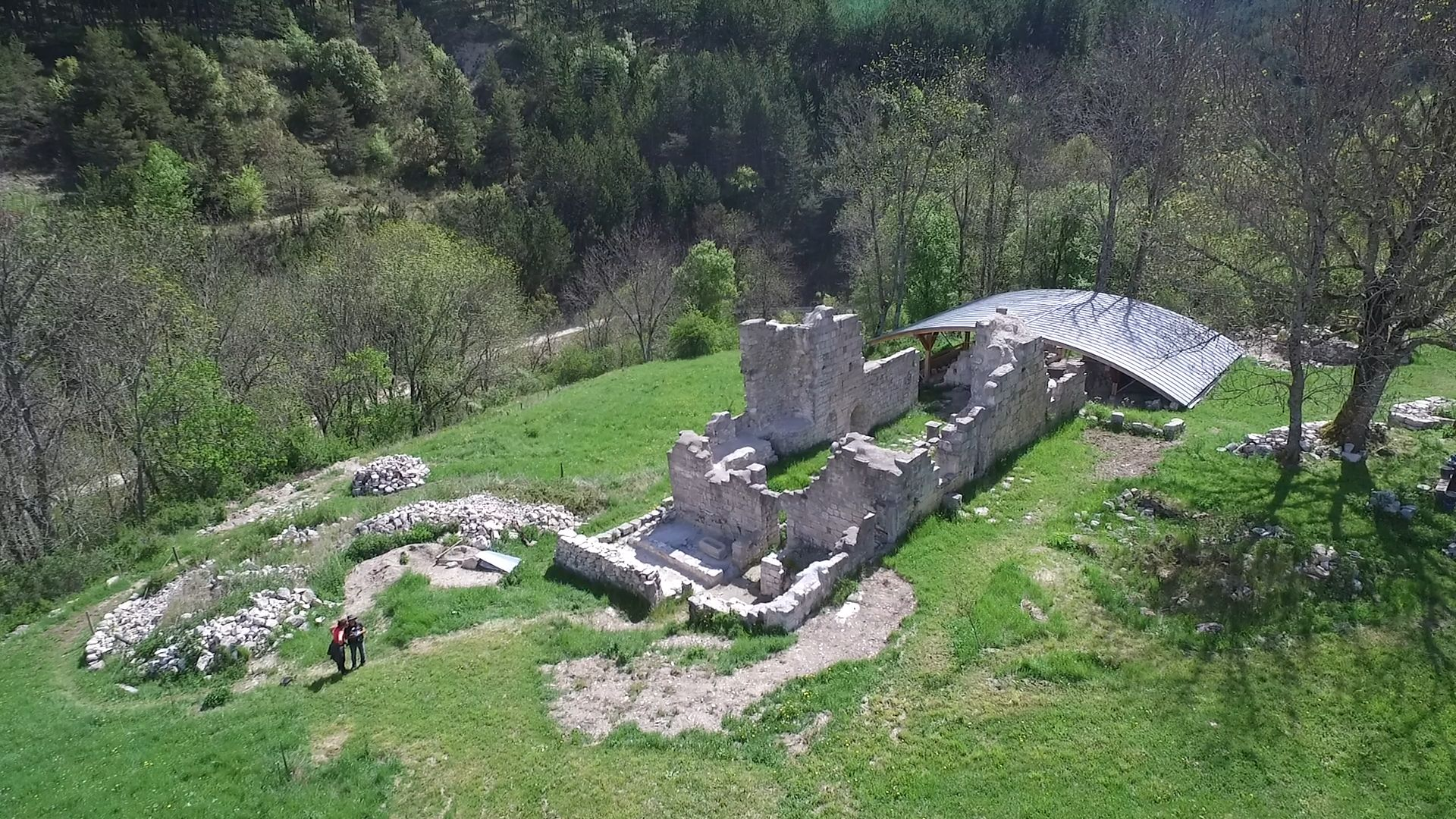
Vue aérienne, la nef au premier plan, puis le chœur sous sa toiture protectrice.

Grâce à l'association Village des jeunes, basée au Faï, le dégagement des ruines est entrepris sous le contrôle de la DRAC.
En 1998, le mur nord, qui menace ruine, est consolidé par une entreprise du Patrimoine. En 2012, la couverture du chœur est réalisée afin de protéger les pierres sensibles au gel. Cela permet d'éviter la dégradation accélérée de cette partie de l'abbaye. 
En 2023, un projet en collaboration avec l'abbaye de Boscodon voit le jour, 10 ans après l'idée. Il s'agit de créer une itinérance pédestre et vélo gravel entre abbayes chalaisiennes, en suivant les trajets de transhumance des moines,,.